# Josef Sandhaas

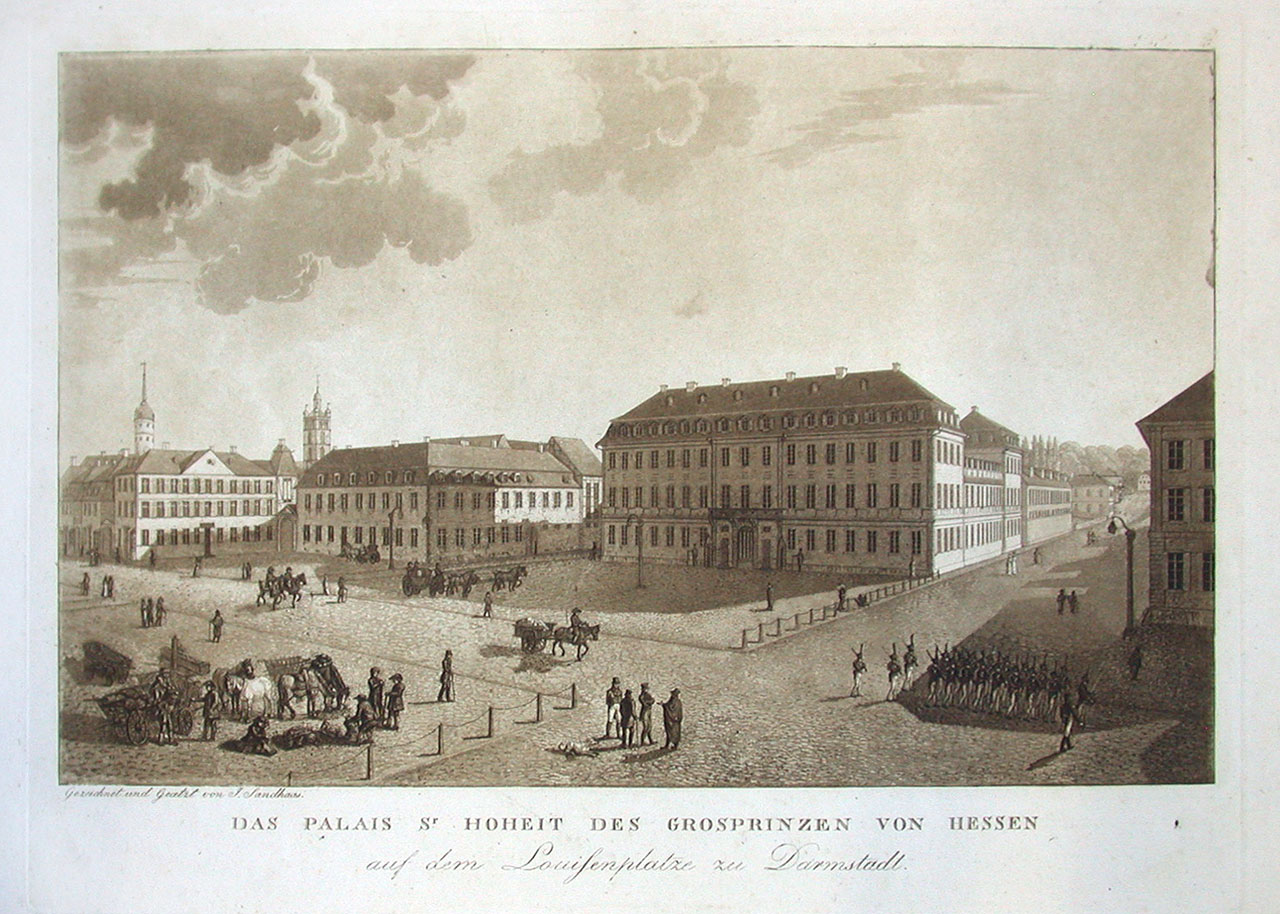
Radierung von Josef Sandhaas: Ansicht Luisenplatz und Altes Palais in Darmstadt (nach 1803, vermutlich um 1815)

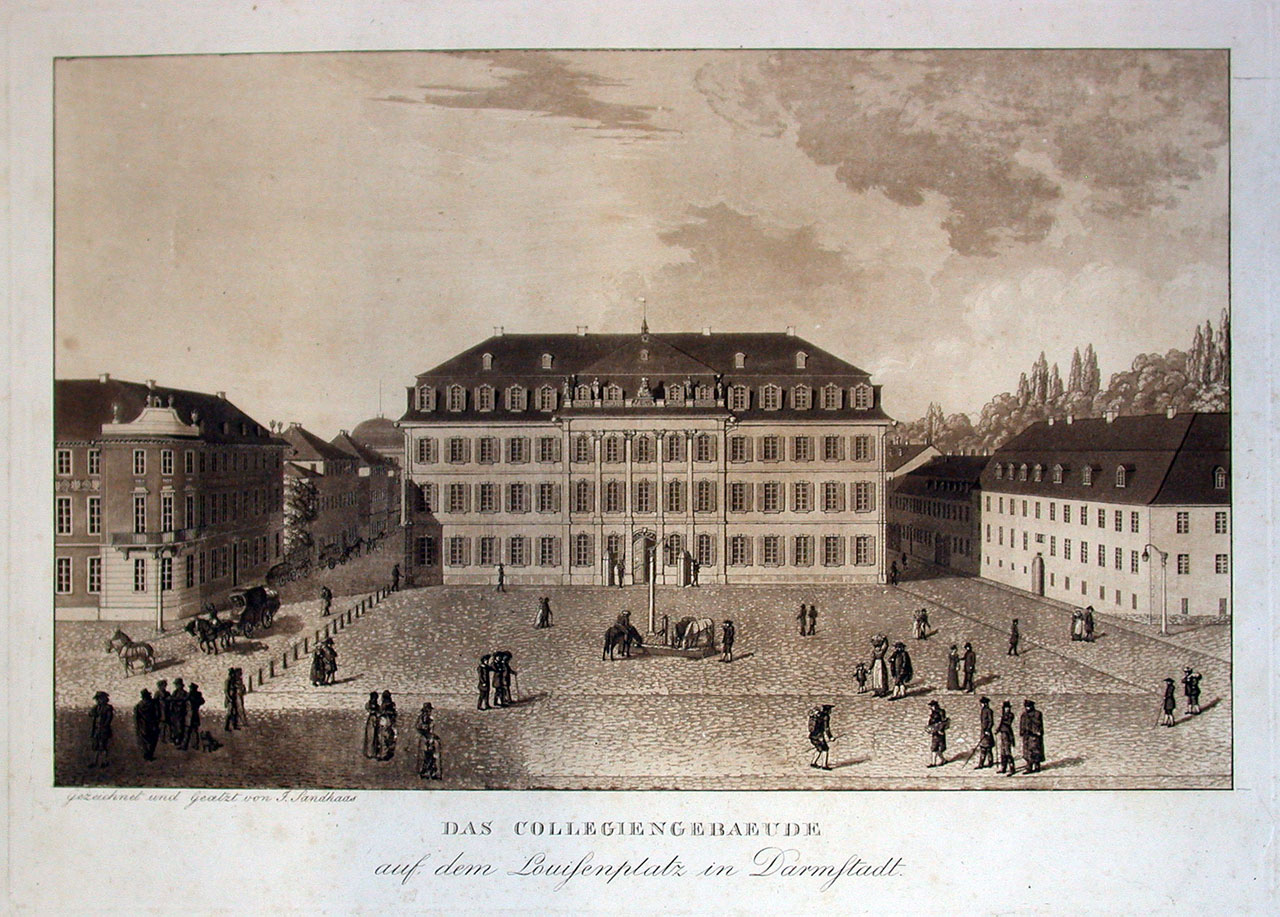
Ansicht des Collegiengebäudes am Luisenplatz nach 1781

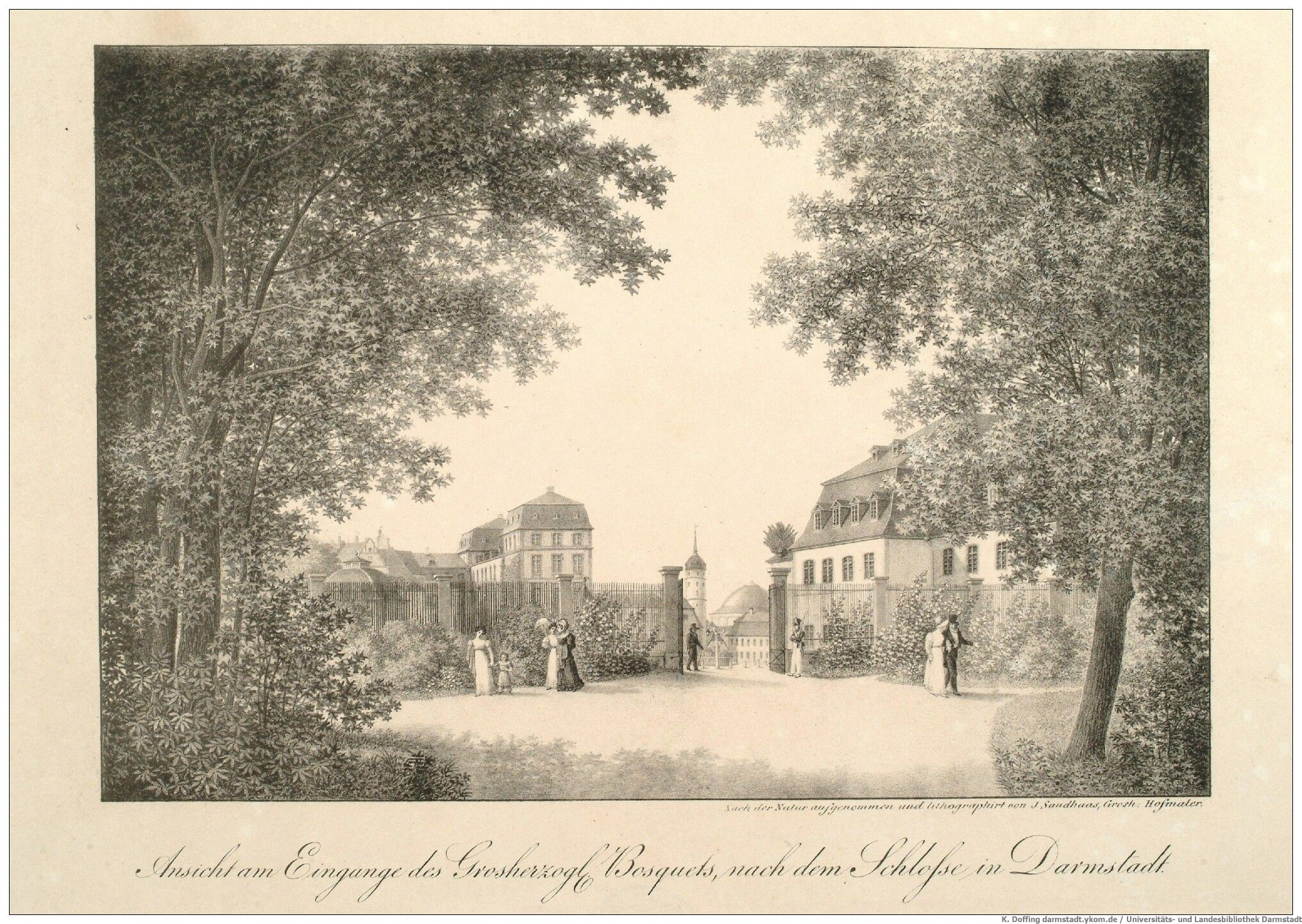
Ansicht des Garteneingangs hinter dem Schloss Darmstadt / Ansicht am Eingange des Grosherzogl. Bosquets, nach dem Schlosse in Darmstadt

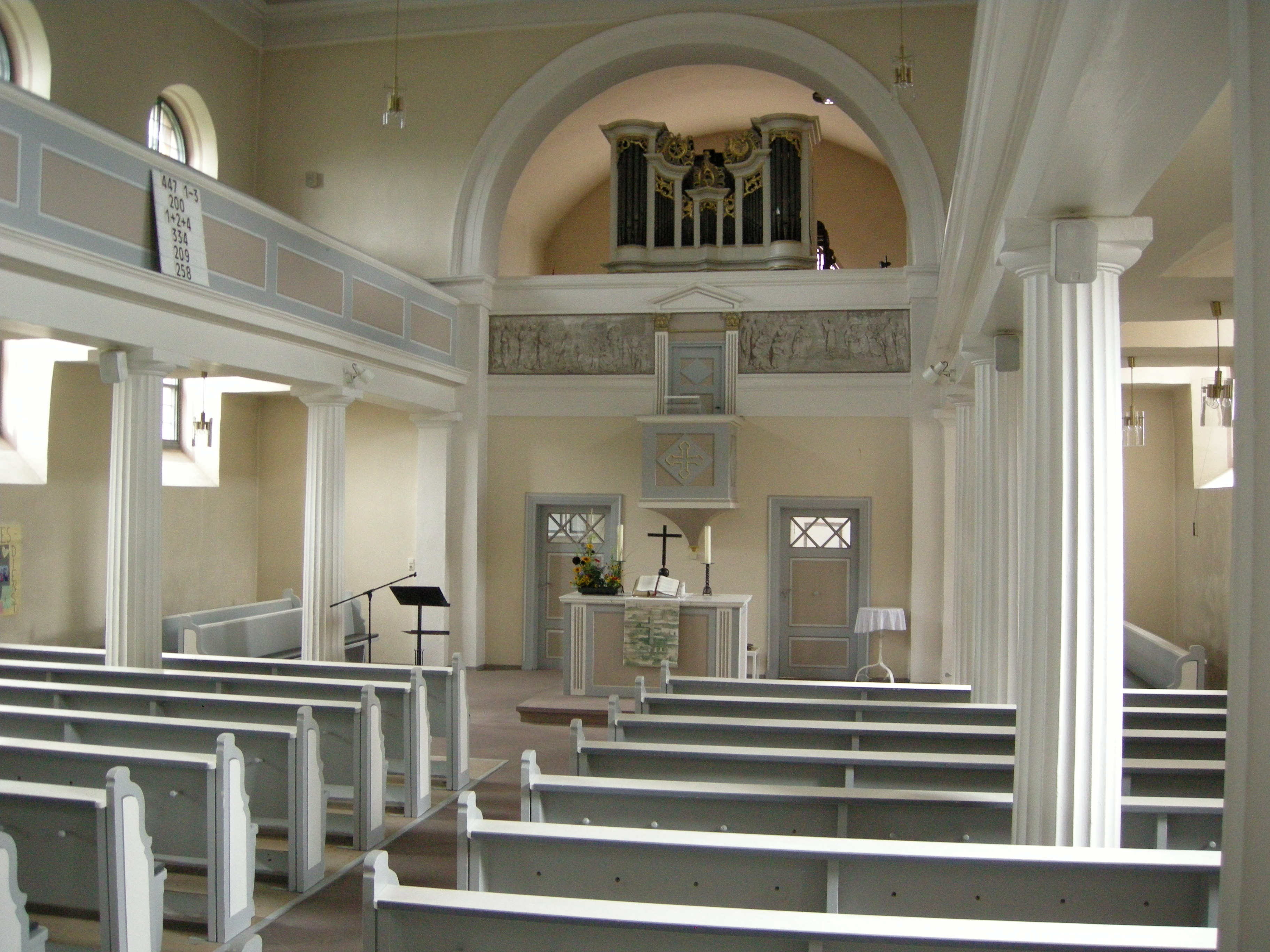
Mittig unterhalb der Orgel: erhaltene Schwarz-Weiß Brüstungsmalereien von Sandhaas in der Evangelischen Kirche Gräfenhausen

Josef Sandhaas (* 31. Mai 1784 in Haslach im Kinzigtal; † 2. Dezember 1827 in Darmstadt) war ein deutscher Maler.

## Leben
Er wurde als 15. Kind des Schmiedes Josef Fidel Sandhaas und als jüngster Bruder der Mutter von Carl Friedrich Sandhaas geboren, der ebenfalls Maler wurde und die sich beide seit ihrem Aufenthalt in Darmstadt gegenseitig in ihrer Arbeit befruchteten.
Josef Sandhaas erhielt seine Ausbildung als Maler bei dem Kunstmaler Joseph Anton Morath in Stühlingen und begann seine Laufbahn als Klostermaler im Benediktinerkloster in Villingen.
Seine weitere Ausbildung vor allem im Bereich der architektonischen Dekorationsmalerei erhielt er unter dem klassizistischen Architekten Friedrich Weinbrenner in Karlsruhe. Seit spätestens 1802 hielt er sich in Karlsruhe auf  und übernahm Auftragsarbeiten für die großherzoglich badische Familie: 1802 gestaltete er den Figurenfries an den Wänden des heute zerstörten Erbprinzenpalais in Karlsruhe. Aus dem Jahr 1810 können ihm die Decken- und Wandmalereien im Gesellschaftssaal des Markgräflichen Palais in der Stadt zugewiesen werden. Zusammen mit Feodor Iwanowitsch Kalmück malte er 1812 den  Tanzsaal des Badischen Hofes in Karlsruhe aus. Im selben Jahr übernahm er die Wandbemalung der St. Stephanskirche in Karlsruhe, die 1813 fertig wurde. 1816 wird Sandhaas die Marmorierung der Wände der evangelischen Stadtkirche in Karlsruhe zugeschrieben, obwohl er schon seit Oktober 1815 als Dekorationsmaler am Hoftheater in Darmstadt angestellt war. 1817 und 1818 soll er auch den Auftrag zur Kuppelausmalung in der St. Stephanskirche umgesetzt haben.
In Darmstadt pflegte Sandhaas eine enge Zusammenarbeit mit dem Baumeister Georg Moller, den er auch porträtierte. 1817 bekam er durch Moller den Auftrag für die Grisaille-Brüstungsmalereien in der neuerbauten Evangelischen Kirche in Gräfenhausen vermittelt. Nachdem unter der Leitung Mollers ab 1818 der Neubau des Opernhauses in Darmstadt ausgeführt wurde, erhielt Josef Sandhaas ab 1819 den Auftrag, den Innenraum auszumalen. Mit der Eröffnung des neuen Theaterbaus wurde ihm der offizielle Titel eines Großherzoglichen Hof- und Theatermalers zugesprochen, er war dabei für die architektonische Dekorationsmalerei zuständig. Nach Weggang des Malers Georg Primavesi aus Darmstadt kam auch der Bereich der Landschaftsmalerei in seine Zuständigkeit.
Für seine Weiterbildung in diesem Bereich wurden ihm zahlreiche Reisen, u. a. nach München, Salzburg, in den Schwarzwald und nach Paris, bewilligt. Er schuf eine Vielzahl von Stadtansichten Darmstadts, die zu einem bedeutenden Teil erhalten und im Stadtarchiv aufbewahrt sind.
Am 10. Juni 1822 heiratete er die Schauspielerin und Opernsängerin Julie Franck, mit der er drei Kinder hatte. Seine Söhne Georg und Carl August wurden Juristen, die Tochter war früh verstorben.
Mit einem für seine Zeit hohen Gehalt von etwa 1200 Gulden, das er durch Privatunterricht und eine Lehrstellung ab 1826 an der Realschule in Darmstadt noch vermehren konnte, sowie dem Gehalt seiner Frau, gehörte er zum wohlsituierten Bürgertum des Großherzogtums Hessen-Darmstadt.